# Палига Володимир Михайлович
Володи́мир Миха́йлович Пали́га (6 квітня 1983 — 29 серпня 2014) — солдат резерву Міністерства внутрішніх справ України, учасник російсько-української війни. Кавалер ордена «За мужність».

## Життєвий шлях
Народився 1983 року в Києві. Займався гирьовим спортом, уболівальник «Динамо» (Київ). Створив родину; з дружиною виховували дітей.
У часі війни — старший стрілець-навідник батальйону спеціального призначення «Донбас», псевдо «Череп», відділення станкових протитанкових гранатометів.
29 серпня 2014-го вранці, під час виходу «зеленим коридором» з Іловайського котла, їхав у кузові вантажівки ЗІЛ біля кабіни разом із «Сократом» по дорозі з Многопілля до Червоносільського. У правий бік авта влучив снаряд з ПТРК «Фагот», ще один влучив у двигун. Поранений у голову, загинув з Берегом, Утьосом, Варгом та Арсеналом.
Як невідомий захисник України похований на Краснопільському цвинтарі. Упізнаний за експертизою ДНК у січні 2015-го.
Перепохований 18 квітня 2015 року у місті Києві, Лісове кладовище.
Без Володимира лишились бабуся, дружина Юлія, син Дмитро 2006 р.н. й донька Злата 2010 р.н.

## Нагороди та вшанування
За особисту мужність і героїзм, виявлені у захисті державного суверенітету та територіальної цілісності України, вірність військовій присязі під час російсько-української війни, відзначений — нагороджений
- орденом «За мужність» III ступеня (посмертно)
- на честь Володимира його псевдо «Череп» названо одну із самохідних зенітних установок 46-го батальйону ЗСУ «Донбас-Україна»
- Його портрет розміщений на меморіалі «Стіна пам'яті полеглих за Україну» у Києві: секція 3, ряд 8, місце 23
- Вшановується 29 серпня на щоденному ранковому церемоніалі вшанування українських захисників, які загинули цього дня у різні роки внаслідок російської збройної агресії[1]
- Іловайський Хрест (посмертно)